# Oxyopes tridens
Oxyopes tridens är en spindelart som beskrevs av Brady 1964. Oxyopes tridens ingår i släktet Oxyopes och familjen lospindlar. Inga underarter finns listade i Catalogue of Life.